# Lex causae
Trong xung đột pháp luật, lex causae (tiếng Latinh: lex+causa, "nguyên nhân [gây ra] luật" hay "luật nguyên nhân") là luật hay các luật được tòa án lựa chọn từ số các hệ thống luật liên quan để đạt được phán quyết hợp lý cho một vụ việc pháp lý mang tính quốc tế hay mang tính chất giữa các bang/tỉnh tại các quốc gia có hệ thống luật tại các khu vực hành chính khác nhau là không giống nhau. Thuật ngữ này chỉ tới việc sử dụng của luật pháp địa phương cụ thể nào đó như là nền tảng hay "nguyên nhân" cho quyết định của tòa, mà tự bản thân nó trở thành một phần của tiêu chuẩn pháp lý được dẫn chiếu.
Xung đột pháp luật là một nhánh của tư pháp quốc tế điều chỉnh mọi vụ việc pháp lý có sự tham gia của yếu tố "nước ngoài", trong đó các khác biệt về kết quả sẽ xảy ra, phụ thuộc vào việc hệ thống luật pháp nào được áp dụng.
Một khi tòa án có thẩm quyền tài phán để tiếp nhận và xem xét vụ việc, thì bước tiếp theo là tòa cần xem xét và quyết định về các luật có thể được áp dụng để giải quyết tranh chấp.

## Giải thích
Khi một vụ việc pháp lý được đưa ra trước tòa án và tất cả mọi đặc điểm, tính chất của nó mang tính chất địa phương, thì tòa án sẽ áp dụng nguyên tắc lex fori (luật tòa án- tức là luật hiện đang có hiệu lực tại khu vực đó), để ra phán quyết cho vụ việc. Nhưng nếu trong vụ việc này có các yếu tố "nước ngoài", thì tòa án phải có trách nhiệm lưu ý tới xung đột pháp luật để cân nhắc tòa nên hay không nên sử dụng một hay nhiều luật ngoại quốc như là nguồn để ra phán quyết cho vụ việc. Đây là một quá trình gồm hai công đoạn:
- Tòa án phải nêu ra các đặc trưng của các vấn đề, nghĩa là định vị nền tảng thực tế của vụ việc vào các lớp pháp lý tương ứng của nó; và
- Áp dụng các quy tắc lựa chọn luật để quyết định luật nào sẽ được áp dụng đối với mỗi lớp pháp lý này.

Ví dụ, giả sử một cá nhân cư trú tại Scotland và một cá nhân thường trú tại Pháp, cả hai đều theo đạo Hồi, tiến hành một hôn lễ theo kiểu Hồi giáo tại Ai Cập trong một kỳ nghỉ. Hôn lễ này không được đăng ký với chính quyền Ai Cập. Họ có thiết lập một chỗ ở chung cho cuộc hôn nhân tại Algieria với việc mua một ngôi nhà mang tên người chồng. Quan hệ sau đó xấu đi và người vợ trở về Scotland. Khi bà ta nhận được tin ông chồng đang chào bán ngôi nhà, bà ta quyết định đưa đơn ra tòa án tại Scotland. Vụ việc này bao gồm:
- Trường hợp có sự tham dự của yêu sách về đất đai và bất động sản, trong đó lựa chọn quy tắc luật là lex situs (luật nơi có tài sản), là luật pháp Algérie nơi khu đất và ngôi nhà đó đang tồn tại, sẽ được áp dụng;
- Trường hợp cần xác định xem hôn lễ tại Ai Cập có được coi là hôn nhân hợp pháp hay không, nó thông thường được xác định bằng dẫn chiếu tới lex loci celebrationis (luật nơi tiến hành hôn nhân), là luật pháp tại nơi diễn ra hôn nhân của hai cá nhân này;
- Trường hợp cần xác định là bà này có hay không có năng lực chủ thể (gồm năng lực pháp lý và năng lực hành vi) của người vợ và vì thế có thể đang tìm kiếm trợ giúp hôn nhân, trong trường hợp này chọn lựa quy tắc luật là lex domicilii (luật nơi cư trú), là luật nơi cư trú của bà ta, được áp dụng; hay
- Trường hợp muốn ly hôn, trong đó lex fori (luật tòa án) mà biểu hiện của nó là Luật gia đình Scotland sẽ được áp dụng?

Giả sử rằng cả ba luật liên quan (nơi cư trú và tòa án là ở Scotland) có thể đưa ra các kết quả khác nhau, thì lựa chọn của lex causae sẽ thừa nhận luật nào có tầm quan trọng chủ yếu (xem thêm câu hỏi ngẫu nhiên (luật)).